# Kajakarstwo na Letnich Igrzyskach Olimpijskich 1968 – C-1 1000 m mężczyzn
C-1 1000 m mężczyzn – jedna z konkurencji rozgrywanych w ramach kajakarstwa, podczas letnich igrzysk olimpijskich w 1968. Eliminacje odbyły się 22 października, repasaże przeprowadzono 24 października, a finał został rozegrany 25 października.
Do eliminacji zgłoszonych 11 zawodników, po jednym z każdego kraju. Z każdej rundy eliminacyjnej trójka kajakarzy z najlepszymi czasami awansowała bezpośrednio do finału, pozostali zaś przystąpili do fazy rewanżowej, w której trójka najszybszych kajakarzy awansowała do fazy finałowej.
Zawody w tej konkurencji wygrał reprezentant Węgier Tibor Tatai. Drugą pozycję zajął zawodnik z RFN Detlef Lewe, trzecią zaś reprezentujący ZSRR Witalij Gałkow.

## Wyniki

### Eliminacje
Bieg 1
| Miejsce | Zawodnik         | Państwo  | Wynik   |
| ------- | ---------------- | -------- | ------- |
| 1.      | Ivan Patzaichin  | Rumunia  | 4:28,30 |
| 2.      | Ove Emanuelsson  | Szwecja  | 4:32,40 |
| 3.      | Christopher Hook | Kanada   | 4:34,90 |
| 4.      | Witalij Gałkow   | ZSRR     | 4:35,40 |
| 5.      | Boris Ljubenow   | Bułgaria | 4:36,20 |
| 6.      | Felipe Ojeda     | Meksyk   | 4:47,30 |

Bieg 2
| Miejsce | Zawodnik            | Państwo           | Wynik   |
| ------- | ------------------- | ----------------- | ------- |
| 1.      | Detlef Lewe         | RFN               | 4:24,50 |
| 2.      | Tibor Tatai         | Węgry             | 4:25,50 |
| 3.      | Jiří Čtvrtečka      | Czechosłowacja    | 4:28,30 |
| 4.      | Andreas Weigand     | Stany Zjednoczone | 4:30,00 |
| 5.      | Tetsumasa Yamaguchi | Japonia           | 4:33,30 |
| –       | Jürgen Harpke       | NRD               | DNS     |

### Repasaże
| Miejsce | Zawodnik            | Państwo           | Wynik   |
| ------- | ------------------- | ----------------- | ------- |
| 1.      | Witalij Gałkow      | ZSRR              | 4:34,17 |
| 2.      | Boris Ljubenow      | Bułgaria          | 4:35,82 |
| 3.      | Andreas Weigand     | Stany Zjednoczone | 4:37,11 |
| 4.      | Felipe Ojeda        | Meksyk            | 4:43,20 |
| 5.      | Tetsumasa Yamaguchi | Japonia           | 4:54,61 |

### Finał
| Miejsce | Zawodnik         | Państwo           | Wynik   |
| ------- | ---------------- | ----------------- | ------- |
| 01 !    | Tibor Tatai      | Węgry             | 4:36,14 |
| 02 !    | Detlef Lewe      | RFN               | 4:38,31 |
| 03 !    | Witalij Gałkow   | ZSRR              | 4:40,42 |
| 4.      | Jiří Čtvrtečka   | Czechosłowacja    | 4:40,74 |
| 5.      | Boris Ljubenow   | Bułgaria          | 4:43,43 |
| 6.      | Ove Emanuelsson  | Szwecja           | 4:45,80 |
| 7.      | Ivan Patzaichin  | Rumunia           | 4:49,32 |
| 8.      | Andreas Weigand  | Stany Zjednoczone | 4:50,42 |
| 9.      | Christopher Hook | Kanada            | 4:55,88 |